# Комплекс Ходжа-Зайнутдин
Архитектурный ансамбль Ходжа Зайниддина (узб. Xoja Zayniddin me'moriy majmuasi) — архитектурный ансамбль, расположенный в юго-западной части шахристана Бухары (Узбекистан), в одноимённом гузаре.

## История
Архитектурный ансамбль относится к первой половине XVI века. Был он построен Ходжа Зайнуддином.
Во время реставрации в 1913 году по поручению последнего бухарского амира Алим-хана (1910—1920) старый водослив в юго-восточной части был заменен новым мрамором.

## Архитектура
Архитекурный ансамбль состоит из мечети-ханака и хауза. В здании (общие габариты 30,4х18,8 метров, высота 16,6 метров) совмещены зал мечети, мазар строителя, мектеб и несколько худжр для паломников. На кирпичной платформе поднята мечеть-ханака. Главный южный фасад, декорированный некогда глазурной мозаикой, акцентирован порталом с глубокой пятигранной нишей. В его крылях устроены сводчатые ниши с дверными проёмами в угловые помещения. Северный и южный фасады обведены айваном на деревянных колоннах с наборными сталактитами капителями. В западном фасаде, обращённом на внутриквартальную улицу, устроена глубокая сводчатая ниша. В ней находится мазар Ходжа Зайнуддина, или Хаджаи Турк, над ним возвышаются особые шесты (туг), которыми в обозначаются могилы святых.
Богатый многокрасочный декор покрывает интерьер зала от пола до зенита купола. Нижние части стен декорированы мозаичными панелями. Выше стены, михраб, чаша купола и арки покрыты цветочно-растительной росписью в технике кундал с золочёным рельефом по голубому фону и синим фжурным орнаментом по «золоту». По периметру стен в основании купола помещён пояс коранической надписи.
Во дворе мечети-ханака располагались кельи (худжры) медресе Ходжа Рахматулла и помещены для ритуальных омовений (тахарат-хана).
Хауз — большой прямоугольный бассейн со срезанными углами, — сложен из каменных блоков. Он выполнен в виде стилизованной открытой пасти дракона. Верхняя и боковые поверхности водослива покрыты резными геометрическими и растительными орнаментами. Между ними размещается надпись, информируящая о времени и донаторе ремонта.